# Lycostomus stoetzneri
Lycostomus stoetzneri là một loài bọ cánh cứng trong họ Lycidae. Loài này được Kleine miêu tả khoa học năm 1936.